# 林玲子 (人口学者)
林 玲子（はやし れいこ、1965年11月8日 - ）は、日本の人口学者。国立社会保障・人口問題研究所所長。

## 来歴
山口県立下関西高等学校を経て、東京都立九段高等学校を卒業。東京大学理科二類に入学し、東京大学医学部保健学科を卒業。修士課程に進み、保健学修士の学位を取得。パリ第1大学で保健システム経済管理学の修士号を取得。東京大学工学部建築学科に学士入学し卒業。政策研究大学院大学で博士（政策研究）の学位を取得。
国連人口開発委員会政府代表団員、厚生労働省社会保障審議会統計分科会疾病・障害及び死因分類部会員、生活機能分類専門委員会委員、出入国在留管理庁外国人との共生社会の実現のための有識者会議構成員などを務める。
セネガル保健省大臣官房技術顧問、東京大学GCOE「都市空間の持続再生学の展開」特任講師、国立社会保障・人口問題研究所国際関係部長などを経て2024年より国立社会保障・人口問題研究所所長に着任。国内・国際人口移動、人口と開発、健康と長寿等に関わる研究を行っている。